# Петър Чолаков (финансист)
 Тази статия е за финансиста.  За революционера вижте Петър Чолаков.  
Петър Савов Чолаков (Зарин) е български финансист.

## Биография
Роден е в Стара Загора на 25 март 1863 г. Учи в Американския колеж в Самоков и френското училище в Одрин. Работи като служител в Министерство на финансите, книговодител в Българска народна банка, началник на отдела на ценностите при Софийския клон на БНБ от 1906 до 1919 г., администратор и директор на БЦКБ в периода 1919 – 1923 г., член на Проверителния съвет при Централното управление на БНБ от 1923 до 1926. Той е създател, председател и автор на първия устав на потребителното дружество „Братски труд“ (1902). Автор е на финансови и икономически трудове и статии, закони, устави и други. Умира на 1 декември 1952 г. в София.
Негови деца са публицистите Ромео Чолаков и Мила Чолакова.
Личният му архив се съхранява във фонд 97К в Централен държавен архив. Той се състои от 700 архивни единици от периода 1881 – 1971 г.